# Федеральний медичний дослідний центр психіатрії і наркології імені В. П. Сербського
Федеральний медичний дослідний центр психіатрії і наркології імені В. П. Сербського, Державний науковий центр соціальної та судової психіатрії імені В. П. Сербського, (рос. Федеральный медицинский исследовательский центр психиатрии и наркологии имени В. П. Сербского, стара назва рос. Государственный научный центр социальной и судебной психиатрии им. В. П. Сербского) — заснований 1921 року за ініціативою Народного комісаріату охорони здоров'я й органів судочинства.
Основний напрямок діяльності — проведення складних судово-психіатричних експертиз та розробка наукових основ судової психіатрії. Центр носить ім'я професора Володимира Петровича Сербського.
Станом на 2009 р. у центрі працювали близько 800 співробітників, включаючи трьох академіків РАМН, 48 докторів наук і 120 кандидатів наук.
Будівля центру знаходиться в Москві за адресою Кропоткінський провулок, будинок 23, поруч зі станцією метро «Кропоткінська».

## Історія
У травні 1921 року Пречистенська психіатрична лікарня в м. Москва, що бере свій початок від створеного
- в 1899 році Центрального поліцейського приймального покою для душевнохворих, була перетворена на
- Пречистенську психіатричну лікарню для в'язнів.

Згодом назви установи змінювалися в наступному порядку:
1. Центральний інститут судової психіатрії в Москві;
2. Московський НДІ судової психіатрії імені В. П. Сербського;
3. Всесоюзний НДІ загальної та судової психіатрії імені В. П. Сербського;
4. Державний науковий центр соціальної[ru] та судової психіатрії імені В. П. Сербського;
5. Федеральний медичний дослідний центр психіатрії і наркології;
6. Федеральний медичний дослідний центр психіатрії і наркології імені В. П. Сербського;
7. Національний медичний дослідний центр психіатрії і наркології імені В. П. Сербського[4].

Із діяльністю центру були пов'язані імена психіатрів — професорів І. Введенського (син М. Введенського), О. Кербікова, Д. Аменицького, М. Бруханського:40, Є. Краснушкіна, Халецького, Фелинської та інших.

### Інститут у 1920—1940-і роки
Протягом 1920—1930 рр. діяльність інституту носила відкритий характер; інститут набував ознаки звичайної наукової установи. Публікації про нього з'являлися у пресі. Проводилися засідання Товариства невропатологів і психіатрів, організовувалися екскурсії для студентів і слухачів різних курсів. Співробітникам інституту доручилися для експертизи найбільш відповідальні й складні завдання. Наприклад, у 1945 р. Є. К. Краснушкіну, незмінному учаснику експертних комісій при інституті, було (спільно з Сепом та Куршаковим) доручено брати участь у судово-медичній експертизі Г. Крупа, Ю. Штрейхера і Р. Гесса на Нюрнберзькому міжнародному судовому процесі. Симулювати втрату пам'яті Р. Гес міг бути визнаний британськими фахівцями неосудним, однак після експертизи, проведеної Є. К. Краснушкіним, висновки якого суд визнав переконливими, під час подальшого розгляду справи Р. Гесс зізнався в симуляції:40.
Український судовий психіатр, кандидат медичних наук Ада Коротенко вважає, що в міру становлення в країні тоталітарного режиму в інституті викорінювалися ліберальні тенденції, відбувалися численні кадрові перестановки, посилювалися вимоги до персоналу й умов утримання піддослідних громадян СРСР, для взаємин між співробітниками стали характерними недовіра, підозрілість і доносительство.
Поступово в ведення НДІ ім. Сербського перейшли всі науково-практичні та організаційно-методичні проблеми судово-психіатричної експертизи, в тому числі керівництво периферійними психіатричними установами. До середини 1930-х років інститут перетворився в монопольний орган, який проводив судово-психіатричні експертизи у всіх найбільш важливих справах. Найвідоміші вчені-психіатри, як правило, або співпрацювали з інститутом, або працювали в ньому. На перший план почали висуватися політичні завдання, і в 1938 р. було створено спеціальне відділення, куди поміщалися підслідні, що звинувачувалися в контрреволюційній діяльності (за ст. 58 КК РРФСР), за винятком жінок і підлітків. Історії хвороби обвинувачених, яких утримували в цьому відділенні, були виділені в окремий архів і восени 1941 р. були знищені в першу чергу:41.

## Інструмент репресивної психіатрії СРСР
У Радянському Союзі психіатричні лікарні часто використовувалися державною владою для ізоляції політичних інакодумців, щоби дискредитувати їх погляди, зломити їх фізично і морально. Відоме висловлювання Микити Хрущова:
|  | Проти соціалізму може виступити тільки божевільний. |

Залучені до кримінальної відповідальності за політичними статтями, дисиденти іноді проходили стаціонарну експертизу в цьому інституті ім. Сербського. Визнаних неосудними і хворими, політичних інакодумців направляли на примусове лікування в тюремні психіатричні лікарні системи МВС:30.
В інституті ім. Сербського ставились діагнози дисидентам у найбільш відомих випадках зі зловживанням психіатрією. Наприклад, там проходили експертизу Олександр Єсенін-Вольпін, Віктор Некипелов, В'ячеслав Ігрунов, Віктор Файнберг. Генерал-майор Петро Григоренко був визнаний неосудним у цьому НДІ ім. Сербського, оскільки
|  | був непохитно переконаний в правоті своїх вчинків <…> збожеволів на ідеях реформізму. |

Деякі з фахівців НДІ ім. Сербського мали високий авторитет у МВС СРСР — наприклад, сумнозвісний Данило Лунц, котрий завідував 4-м відділенням, куди прямували на експертизу заарештовані за політичними статтями:42, і характеризований Віктором Некипеловим як «нічим не відрізнявшийся від лікарів-злочинців, які проводили нелюдські експерименти над ув'язненими в нацистських концтаборах». Д. Р. Лунц мав чин полковника КДБ СРСР, а Г. В. Морозов — генерала. Ц. М. Фейнберг, директор цього інституту у 1930—1950 роках, тривалий час працювала на адміністративних посадах у системі ВНК й НКВС СРСР:41.
У радянській психіатрії існувало поняття «уповільненої шизофренії» (рос. вялотекущая шизофрения) — особливого різновиду шизофренії, що протікає в м'якій формі, без вираженої психопродуктивної симптоматики. Цей діагноз був застосовуваний на практиці репресивною психіатрією в СРСР і часто записувався у документи дисидентів, обстежених в інституті ім. Сербського. Діагностичні критерії «уповільненої шизофренії» дозволяли ставити цей діагноз людям, чия поведінка й мислення виходили за встановлені в СРСР рамки соціальної норми. У зв'язку з чим С. Глузман та В. Буковський звернули увагу на висловлювання професора Тимофєєва:
|  | Інакомислення може бути обумовлено хворобою мозку, коли патологічний процес розвивається дуже повільно, м'яко, а інші його ознаки до пори до часу (іноді до скоєння кримінального вчинку) залишаються непомітними. |

Характерне те, що багато хто зі співробітників інституту ім. Сербського не знали про зловживання, що мали місце в 4-му відділенні:41,42,78. «Спеціальне» 4-е відділення було немов «держава в державі», куди не мали доступу психіатри-експерти, котрі працювали з особами, які в свою чергу вчинили кримінальні злочини:42. Бюрократизована ієрархічність структури радянської психіатрії дозволила виключити більшість судових психіатрів з участі в експертизах дисидентів:78. Разом з тим серед осіб, що звинувачувалися в антирадянській діяльності, відсоток «душевнохворих» зазвичай опинявся у багато разів вище, ніж серед кримінальних злочинців. Відсоток залучених до відповідальності за політичними статтями становив 1-2 % від загальної кількості осіб, котрі проходили протягом 1970-х років експертизу в інституті ім. сербського; тим часом у пенітенціарних установах кількість засуджених дисидентів становила в цей період часу лише 0,05 % від загального числа засуджених.
У 1950-ті роки Комісія Комітету партійного контролю при ЦК КПРС, яка здійснила ретельну перевірку Інституту ім. Сербського, зібрала багато документальних свідчень, що підтвердили існування зловживань психіатрією і засвідчили низьку якість експертиз, проведених в Інституті ім. Сербського. Комісія встановила факт незаконного альянсу психіатрів інституту з КДБ СРСР і зазначила особисту відповідальність за скоєні злочини Д. Р. Лунца. Голова Комісії Кузнецов, зокрема, зазначав:
|  | Керівництво інституту допускало порушення законності, що виражалося в тому, що лікарі-експерти документовані справи з політичних злочинів не вивчали, не доповідали про них, а, як правило, ці справи привозив до інституту слідчий КДБ за тридцять хвилин до початку „експертизи“, котрий сам доповідав суть справи, був присутній при експертизі і дачі медичного висновку. |

У довідці «Про Інституті судової психіатрії ім. Сербського», складеної для Комісії Комітету партійного контролю в серпні 1956 року директором Інституту психіатрії МОЗ СРСР Д. Федотовим і завідувачем відділом науки газети «Медичний працівник» А. Портновим, говорилося:
|  | В інституті встановилася традиція — виключати зі складу СПК [судово-психіатричної комісії] лікаря, думка якого розходиться з більшістю членів комісії. <…> Якщо в одному з відділень після повторної експертизи думки розходяться, тобто діагноз не встановлюється, то хворого переводять в інше відділення, де експертиза приводиться до єдиної думки без будь-якої участі лікарів попереднього відділення і посилання на їх думки. |

У документах, зібраних Комісією, зазначалося, що ряд пацієнтів містилися в Інституті ім. Сербського в ізоляторах, які не мали ліжок, і вказувалися випадки брутального поводження з пацієнтами (побиття), перш за все з боку працівників МВС СРСР. Дані комісії, мабуть, так і не були обговорені на вищому партійному рівні; акт Комісії був зданий в архів, а члени Комісії піддалися адміністративним репресіям: їх відсторонили від керівних посад.
Відвідала Інститут ім. Сербського в 1991 році комісія Всесвітньої психіатричної асоціації, яка виявила, що приміщення інституту мізерні й переповнені людьми, а пацієнти під час свого перебування в інституті дуже обмежені в діяльності. З бесід з пацієнтами та іншими особами в Інституті ім. Сербського з'ясувалося, що більшість пацієнтів хоча і мали бесіди з юристами, але отримали дуже мало інформації про те, з якої причини вони знаходяться в інституті та яким буде результат обстеження. Жоден з пацієнтів не викликався до суду.

## У Російській Федерації
У 2001 р. за висловами Тетяни Дмитрієвої екс-директора НДІ ім. Сербського, з середини — кінця 1980-х років в інституті відбулося чимало змін; палати, де раніше містилися дисиденти, використовуються для лікування людей з психічними розладами, наркоманією та алкоголізмом.
Згідно тверджень критиків, інститут лише пристосувався до нових умов, не провівши жодних реальних реформ. Роберт ван Ворен генеральний секретар міжнародної організації «Глобальна ініціатива в психіатрії», писав, що сфера судової психіатрії в країнах колишнього Радянського Союзу залишається закритою та впливовою, і збереглася диктатура московської психіатричної школи: судово-психіатрична практика активно контролюється Центром ім. Сербського, і навіть в країнах Балтії досі лишилися приписи й розпорядження цієї установи, а частина професійної підготовки покладена на їх співробітників.
Згідно з Федеральним законом «Про державну судово-експертну діяльність у Російській Федерації», в недержавних російських установах не може проводитися судово-психіатрична експертиза, а це фактично означає заборону експертної діяльності будь-яких незалежних від держави психіатрів. Як зазначає міжнародна правозахисна група «Агора» у доповіді «Політична психіатрія в Росії», фактично за Центром імені Сербського залишається останнє слово у всіх пов'язаних з психіатрією питаннях; всупереч положенню Кримінально-процесуального кодексу Росії, згідно з яким жодні докази не мають заздалегідь встановленої сили, а висновок Центру ім. Сербського практично неможливо оскаржити.
Юрій Савенко, голова Незалежної психіатричної асоціації Росії, відзначав:
|  | Практично нічого не змінилося. Вони в інституті не відчувають докорів сумління з приводу своєї ролі при комуністах. Це ті ж самі люди, і вони не хочуть вибачатися за всі свої дії в минулому. |

Олександр Подрабінек стверджував, що
|  | Система все та ж, менталітет той самий же. |

На думку адвоката Карена Нерсисяна:
|  | Інститут Сербського не є медичним закладом, це орган влади. |

- Багато судово-психіатричних експертиз, що проводилися фахівцями центру в пострадянський час, були призначені з метою визнання неосудними високопосадовців у випадках вчинення ними зґвалтувань або вбивств, як то було в Чечні з Юрієм Будановим, який в кінцевому підсумку був визнаний осудним і засуджений після більш ніж трьох років судових розглядів. — Коли зробив військовий злочин Юрій Буданов, то проходив судово-психіатричну експертизу в Центрі ім. Сербського у 2002 р., експертну комісію тоді очолювала Тамара Печерникова[ru], яка за радянських часів визнала неосудною поетесу Наталку Горбаневську[12]. Буданов був звільнений від кримінальної відповідальності через «тимчасову неосудність». Після громадського обурення була призначена нова судово-психіатрична експертиза[12][25]. Юрій Буданов піддавався судово-психіатричній експертизі шість разів і в кінцевому рахунку був визнаний осудним та засуджений[7].
- 28 грудня 2017 р. рішенням Петрозаводського суду до Центру імені Сербського для проведення психіатричного обстеження було доставлено відомого карельського історика і керівника карельського відділення товариства «Меморіал» Юрія Дмитрієва[26]. Оскільки експедиції під керівництвом Юрія Дмитрієва виявили в Карелії в кінці 1990-х років місця масових поховань жертв політичних репресій в Сандармоху і Червоному бору[ru][27].
- Починаючи з 2000-х років було чимало випадків, коли люди, «незручні» для російської влади, відправлялися у психіатричні лікарні[28][29][30]. Деякі з цих людей проходили судово-психіатричну експертизу в Центрі імені Сербського та були визнані неосудними. Наприклад, в 2003 р. в Центрі ім. Сербського проводилася експертиза Юрія Давидова та Євгена Привалова — керівників «поетичного об'єднання розробки теорії суспільного щастя» (рос. ПОРТОС). Під час експертизи їм поставили діагноз «шизофренія» і визнали неосудними. Захист наполягав на виправданні Ю. Давидова та Е. Привалова як психічно здорових людей[7].
- Центр імені Сербського дав оцінку припускаємого масового отруєння сотень чеченських школярів. Експерти прийшли до висновку, що хвороба була викликана «психо-емоційним напруженням»[31][32]. Насправді при соматичному обстеженні у дітей виявлялися ознаки отруєння: важке ураження шлунково-кишкового тракту і печінки, важкі неврологічні та ендокринні порушення[33].
- На підставі висновку експертів Центру ім. Сербського судом було винесено рішення про примусову госпіталізацію Михайла Косенко, жертви так званої «болотної справи[ru]» — звинувачення проти заарештованих учасників опозиційного маршу до Болотної площі. Рішення експертів було піддано різкій критиці не лише з боку політичної опозиції, але й з боку деяких психіатрів. Зокрема, Юрій Савенко, президент Незалежної психіатричної асоціації, заявив: «Я виступав у суді з приводу діагнозів так званих експертів щодо стану Косенко. Воно написано обурливо недбало, а діагноз притягнутий за вуха»[34].
- У квітні 2016 р. судово-психіатричну експертизу призначили ще одному обвинуваченому у «болотній справі» — Максиму Панфілову[35], заарештованому 7 квітня і обвинуваченому в тому, що під час подій на Болотній площі він нібито заподіяв фізичний біль сержантові поліції Росії, знявши з нього захисний шолом. За твердженням захисту, Панфілов не заподіював поліцейському фізичного болю, а шолом не був застебнутий[36]. У жовтні 2016 р. Панфілова визнали неосудним після експертизи в Центрі імені Сербського, в тому ж місяці — перевели з лікарні слідчого ізолятора в психіатричну лікарню[35].
- Дмитро Медков, помилково звинувачений у вбивстві власної сестри, двічі проходив експертизу в Центрі ім. Сербського[37]. У 2004 р. фахівці центру винесли висновок, згідно з яким Д. Медков «страждає хронічним психічним розладом у формі шизофренії, а саме параноїдальною шизофренією». Згідно з висновками експертів, Д. Медков «за своїм психічним станом (фантазування подібне до маячні, суб'єктивізм, своєрідність суджень, схильність до формування некорегованих концепцій, маячні ідеї відносин при порушенні критики й прогнозу) не може постати перед судом, брати участь в судово-слідчих заходах. За своїм психічним станом (гебоїдні порушення з емоційною збоченістю, холодністю, жорстокістю, схильністю до імпульсивної агресії, параноїдна настороженість, маячня ідей відносин) з урахуванням скоєного Д. Медков представляє особливу соціальну небезпеку, потребує направлення на примусове лікування в психіатричний стаціонар спеціалізованого типу». Три роки Д. Медков проходив примусове лікування в психіатричній лікарні; після чого виявилося, що сестра Д. Медкова жива, нова комісія винесла абсолютно інший висновок, що виключає колишні висновки[38].

## Керівники центру
- 1921—1930 — Є. М. Довбня;
- 1930-1950 — Ц. М. Фейнберг[ru];
- 1950-1951 — А. В. Снежневский;
- 1951-1957 — О. М. Бунєєв;
- 1957-1990 — Г. В. Морозов[ru];
- 1990-2010 — Т. Б. Дмитрієва[ru];
- від 2010 — З. І. Кекелідзе[ru][1]